# 長榮航勤
長榮航勤（Evergreen Airline Services Corp），簡稱EGAS，是臺灣機場地勤服務公司，1990年由長榮航空投資成立，主要負責臺灣桃園國際機場起降之長榮航空民航機。該公司現除取得ISO 9001、ISO 9002認證外，亦通過ISAGO地勤安全稽核認證。

## 歷史
- 1990年：長榮航勤成立。
- 1994年：全面代理長榮航空地勤業務。
- 1996年：通過ISO 9002國際品質認證。
- 1999年：取得交通部民航局核准地勤執照。
- 2002年：通過ISO 9001─2000地勤服務品保認証。
  - 11月：獲民航局頒贈「九十年度保防業務優等獎」
- 2010年：承接臺北松山機場地勤代理業務。
- 2012年：承接高雄機場地勤代理業務。
- 2013年：承接台中國際機場地勤代理業務。

## 事故
2023年4月16日，長榮航勤在執行拖機作業時，工作人員不慎使一架長榮航空A321-200型（編號：B-16227）客機機翼擦撞一架長榮航空B777-300ER型（編號：B-16740）客機左前機鼻下緣。該事故導致涉事A321客機機翼末端、B777客機機鼻蒙皮受損，涉事工作人員則遭暫停勤務。

## 外部連結
- 長榮航勤 （页面存档备份，存于）（繁體中文）（简体中文）（英文）